# Röcke (Bückeburg)
Röcke ist ein Ortsteil der Stadt Bückeburg im niedersächsischen Landkreis Schaumburg. 

## Geografie und Verkehrsanbindung
Der Ortsteil liegt westlich des Stadtkerns von Bückeburg. Am südlichen Ortsrand verläuft die B 65 und westlich verläuft die B 482.
Unweit nördlich fließt die Bückeburger Aue. Nördlich erstreckt sich der Schaumburger Wald. Nordöstlich liegt das 65 ha große Naturschutzgebiet Bückeburger Niederung.
Am südlichen Ortsrand verläuft die Landesgrenze zu Nordrhein-Westfalen.

## Söhne und Töchter
- Karl Rust (1891–1960), Kommunalpolitiker der FDP und Fabrikant